# Qom Qeshlāq
Qom Qeshlāq (persiska: قُم قِشلاق, قم قشلاق) är en ort i Iran.   Den ligger i provinsen Västazarbaijan, i den nordvästra delen av landet, 700 km nordväst om huvudstaden Teheran. Qom Qeshlāq ligger 803 meter över havet och antalet invånare är 509.
Terrängen runt Qom Qeshlāq är kuperad söderut, men norrut är den platt. Runt Qom Qeshlāq är det ganska glesbefolkat, med 39 invånare per kvadratkilometer. Närmaste större samhälle är Panjarlū, 18,8 km nordväst om Qom Qeshlāq. Trakten runt Qom Qeshlāq består i huvudsak av gräsmarker.